# Province de Catamarca
Pour les articles homonymes, voir Catamarca.
Ne doit pas être confondu avec Province de Cajamarca.
Catamarca est une province du nord-ouest de l'Argentine. Elle est entourée des provinces de Salta au nord, Tucumán et Santiago del Estero à l'est, Córdoba au sud-est, et La Rioja au sud. À l'ouest, elle est contiguë au Chili.
Sa capitale est la ville de San Fernando del Valle de Catamarca.

## Histoire

### Avant la conquête espagnole
La sédentarisation des populations de la province se produisit il y a plus ou moins 2 000 ans, comme le révèlent les découvertes de ruines de cette époque sur le site de Palo Blanco (es). À cette époque des localités ont vu le jour où l'on pratiquait l'irrigation, et de ce fait accumulation d'excédents agricoles. Ceci constitua le premier pas vers des sociétés hiérarchisées puis étatiques.
Approximativement depuis le XIe siècle, le terriroire de la province se peupla de différentes tribus ou partialités de l'ethnie des paziocas (ou diaguitas), dont la langue était le kakan. La partialité la plus méridionale était celle des capayans (es) et celle de l'extrême sud-est celle des olongastas. Dans le secteur nord-ouest (Puna) se trouvaient les atacamas de langue kunza. Les paziocas ou diaguitas en arrivèrent progressivement à fonder des petites cités comme Batungasta ou encore le Shincal de Quimivil (ultérieurement ce dernier, durant l'invasion inca, fut transformé en un des principaux centres inca de la région).
Durant une brève péríode (env. 1460 ~ 1555), les incas incorporèrent les régions occidentales de la province de Catamarca au Collasuyu, formant les provinces de Tukma (Tucumán), de Chicoana (avec capitale dans l'actuelle province de Salta) et de Kire-Kire. La construction la plus significative laissée par les incas en Catamarca est ce que l'on appelle aujourd'hui le Pucará de Aconquija, une des plus grandes forteresse du sud du Tawantinsuyu.
Si bien qu'au XVIe siècle, ce territoire était peuplé de différentes ethnies amérindiennes diaguitas dont les Indiens calchaquís, mais sous domination inca.

### Conquête espagnole
Les espagnols arrivèrent dans le territoire de la province vers 1536, avec l'expédition de Diego de Almagro qui après avoir parcouru les Vallées dites Calchaquies se dirigea vers le Chili en empruntant le Paso de San Francisco.
En 1558, Juan Pérez de Zurita (es) fonda la ville de Londres de la Nueva Inglaterra en 1558, près du site de la ville actuelle de Belén. Il lui donna ce nom en l'honneur de l'épouse anglaise du roi Philippe II d'Espagne, Marie Tudor. S'il choisit cet endroit pour édifier la ville, ce n'était pas un hasard. Les lieux étaient en effet tout proches du Shincal de Quimivil, capitale régionale inca, et centre administratif et économique de toute la région.
Londres de la Nueva Inglaterra dut cependant être reconstruite en 1607 et 1633, ayant été rasée par deux fois par les Indiens.
La ville de San Fernando del Valle de Catamarca fut fondée beaucoup plus tard, le 5 juillet 1683, par le gouverneur Fernando de Mendoza y Mate de Luna.
À la fin du XVIIIe siècle en 1776, le roi d'Espagne créa la Vice-royauté du Río de la Plata, détachant ainsi la totalité du territoire argentin actuel de la Vice-royauté du Pérou.
Conformément à la Real Ordenanza (Ordonnance royale) de janvier 1782, la Vice-royauté du Río de la Plata, fut subdivisée administrativement : Catamarca resta intégrée au sein de la Gobernación de la Intendencia de San Miguel de Tucumán. Un an et demi après, la Real Cédula du 5 août 1783 supprima la Gobernación de la Intendencia del Tucumán, et Catamarca ― de même que Tucumán, Santiago del Estero, Jujuy, Salta et la Puna ― furent réunis au sein de la nouvelle Gobernación de la Intendencia de Salta del Tucumán, avec siège du gouvernorat à Salta (à partir de 1792).

### Après l'indépendance  du pays
Après la déclaration d'indépendance de l'Argentine, le 9 juillet 1816, le territoire de l'actuelle province se vit englué dans des guerres civiles, jusqu'à ce qu'elle obtienne son autonomie le 25 août 1821. Elle termina son unification en 1853, lorsque la Constitution de la Nation Argentine fut enfin adoptée.
En 1888 on inaugura la première ligne de chemin de fer, ce qui consolida la stabilité économique de la province.

## Géographie
La province a un relief extrêmement montagneux de plus en plus élevé vers l'ouest à la frontière chilienne. On peut la subdiviser en quatre zones différentes du point de vue géologique : 

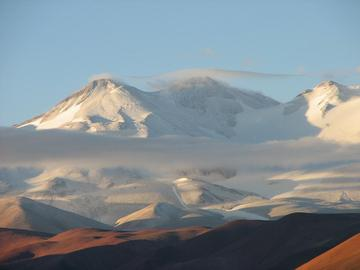
Vue du Monte Pissis (Andes).

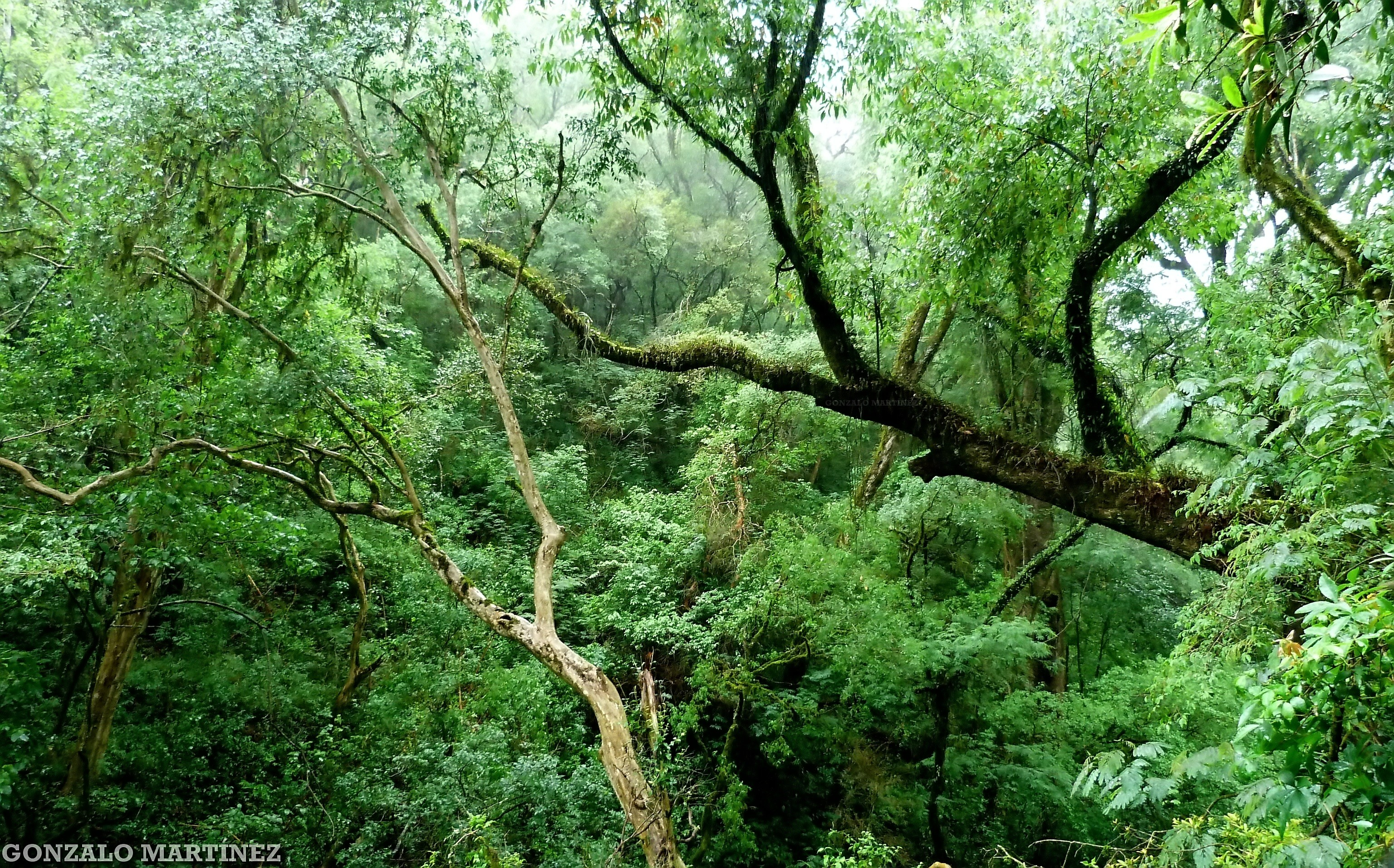
Forêt de yunga. Cette zone s'étend sur la région centre-est de la province.

- La puna : occupe la portion nord-ouest de la province, à une altitude moyenne de 3 800 m. Elle est disséquée par des chaînes élevées d'origine volcanique et d'orientation nord-est vers sud-ouest, comme celle de Calalaste. Ces chaines fractionnent la Puna en plusieurs bassins occupés par de grands salars, comme le Salar de Antofalla et surtout le Salar del Hombre Muerto (riche en lithium), et dominés par d'imposants volcans, parmi les plus hauts du continent, comme l'Antofalla (6 409 m) ou le volcan appelé Cerro El Cóndor (6 373 m). À noter que la cordillère andine orientale qui borde la Puna argentine depuis la frontière bolivienne loin au nord, s'incurve ici vers l'ouest, puis passe au sud des bassins de la Puna et se fond avec la cordillère occidentale au niveau du Nevado Incahuasi (6 610 m) pour former la cordillère centrale qui va se prolonger au sud jusqu'en Patagonie.

- La cordillera central : occupe le sud-ouest de la province. Elle présente des sommets volcaniques très élevés - les plus hauts de la planète -, comme le Monte Pissis (de 6 795 m), les Nevados Ojos del Salado (de 6 864 m) et le Nevado Tres Cruces (de 6 749 m).
- Les Sierras pampéennes : occupent le centre et l'est de la province. C'est un ensemble de vieilles chaînes de montagnes moins élevées qui forment des cordons orientés nord-sud et isolant ainsi des salars, tel celui de Pipanaco, ou des bassins irrigués comme celui de la ville de Catamarca. Parmi elles, il faut surtout mentionner la Sierra d'Ambato et la Sierra de Ancasti (es) qui enserrent le bassin de Catamarca, la première à l'ouest (maximum plus ou moins 4 000 mètres d'altitude) et la seconde à l'est (1 700 m).
- Enfin dans l'extrémité sud-orientale bien arrosée de la province, on retrouve les yungas méridionales, avec des forêts pluviales chaudes comprenant une grande quantité d'espèces tant végétales qu'animales. Cette zone correspond à l'extrémité sud du domaine des yungas argentines, lesquelles constituent une longue écharpe allongée nord-sud recevant les précipitations de la mousson d'été atlantique.

Au pied de ces yungas, encore plus à l'est, c'est le domaine de la plaine du Chaco sec, autour de la ville de Recreo et à proximité de la province de Santiago del Estero.
Enfin l'extrémité sud-est de la province (sud du département de La Paz) fait partie du domaine des Salinas Grandes, que la province partage notamment avec la province de Córdoba.

### Les Vallées Calchaquíes
Les vallées Calchaquíes (ou Valles Calchaquíes) sont un ensemble de vallées entourées de puissantes montagnes, s'étendant du nord au sud sur plus de 500 kilomètres de long, et qui se trouvent en province de Salta, de Tucumán et de Catamarca. Ce système comporte essentiellement quatre importantes vallées toutes quatre allongées successivement du nord au sud, à savoir :
- au nord la vallée du río Toro.
- au centre la vallée du río Calchaquí.
- au centre-sud celle du río Santa María dont la partie sud ou haute vallée se trouve en province de Catamarca.
- plus au sud enfin la vallée du río Andalgalá dont le bassin se trouve totalement en province de Catamarca.

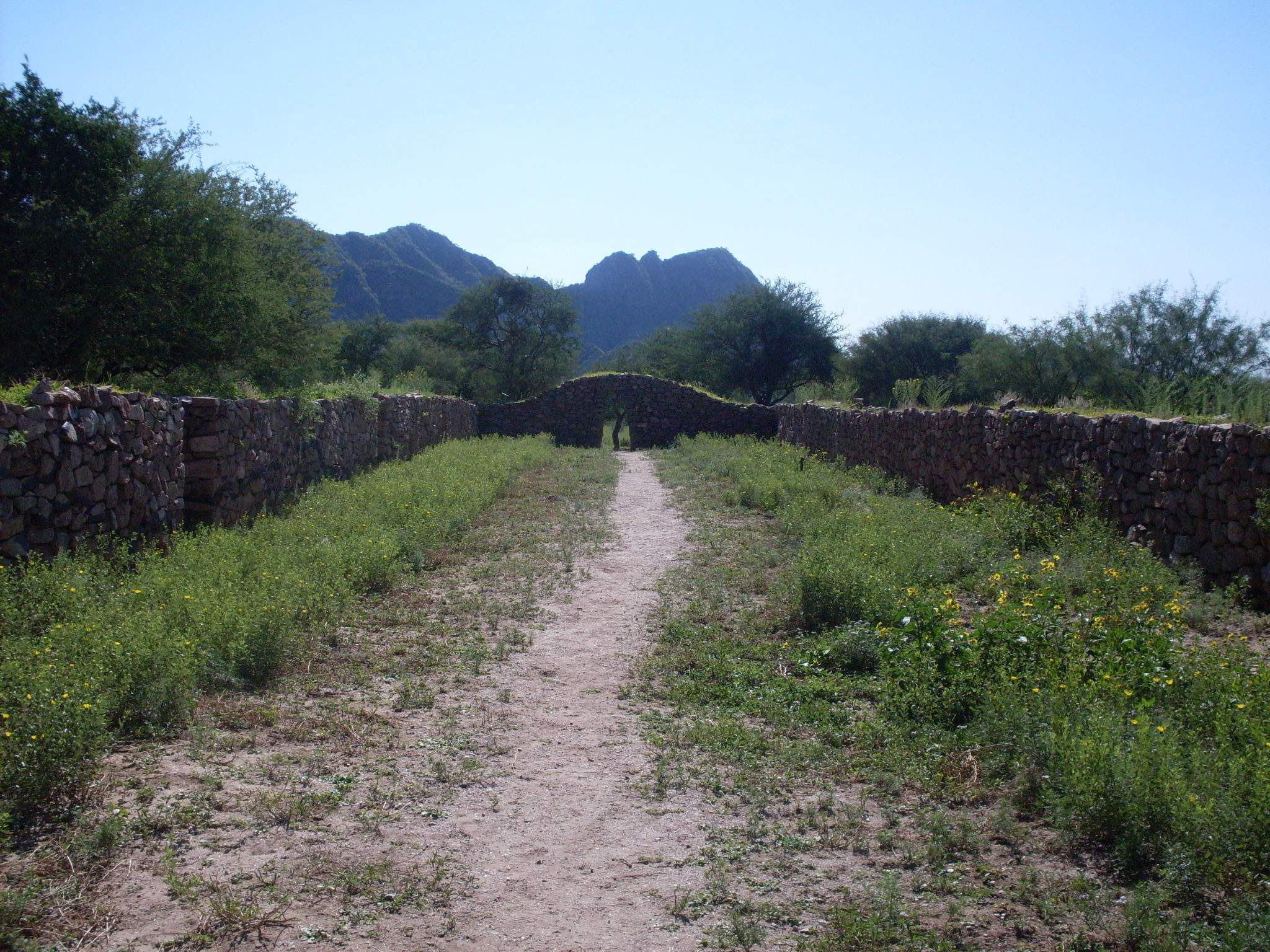
Ruines du Shincal de Quimivil.

Ces vallées étaient et sont très difficiles d'accès, ce qui a favorisé une longue résistance des amérindiens face aux assauts des troupes espagnoles.
Avant l'arrivée des espagnols l'Empire Inca ou Tahuantinsuyu avait établi, dans la vallée du río Andalgalá, une ville-forteresse, le Shincal de Quimivil d'où il dominait toute la région. Cette forteresse fut la capitale régionale de l'Empire Inca, entre 1471 et 1536. Les ruines de cet ensemble se trouvent à 4 kilomètres de la ville de Londres, non loin de la ville de Belén dans le département de Belén.
Le lieu où la ville était située consiste en un plateau entouré de montagnes et avait une superficie de près de 40 hectares.

### Les plus hauts volcans du monde
À l'instar de plusieurs autres provinces d'Argentine, le volcanisme est très actif en province de Catamarca et les grands volcans sont nombreux.
Au nord-ouest de la province, dans le département d'Antofagasta de la Sierra, au niveau du col Paso de San Francisco (4 748 m), à la frontière chilienne, se trouve le bassin ou cuvette de la Salina de la Laguna Verde. Il a cette particularité remarquable d'être entouré par sept des douze plus hauts volcans de la planète, et au centre d'une région qui en compte bien plus.
Au nord du bassin s'étend une haute chaîne volcanique sans nom, qui va d'est en ouest aux alentours du 27e degré de latitude sud, et s'étend sur à peine 50 kilomètres. Elle détermine une portion de la frontière avec le Chili, et comprend la plupart des géants des Andes. Citons (d'est en ouest) le Nevado Incahuasi (6 610 m), le El Fraile, le volcan El Muerto (6 488 m), le Nevado Ojos del Salado le plus haut volcan du monde (6 891 m), le volcan Ata (6 501 m), le Nacimientos ou Walter Penck I (6 669 m) avec plus au sud le Cerro Bayo (6 436 m), le Solo (6 205 m), le Nevado Tres Cruces (6 749 m), et quelques autres encore.
Du côté sud, le bassin est dominé par l'imposant massif du Monte Pissis, le second plus haut volcan du monde, (6 792 m) avec un peu plus au sud le tout aussi imposant Cerro Bonete Chico (6 759 m), et le Cerro Negro de la Laguna Verde (5 764 m). Ces sommets déterminent la limite avec la province argentine de La Rioja située plus au sud.
À l'ouest également, une série de sommets forment la frontière chilienne, dont le Puntiagudo y Llamas (5 930 m) et le Los Patos (6 239 m).

## Voies d'accès

### Voie routière
La province est traversée dans sa partie orientale, du sud au nord, par la route nationale 38 qui relie Córdoba à Tucumán, via les villes de La Rioja et de Catamarca. À l'ouest, au pied des Andes, la route nationale 40 suit un trajet plus ou moins parallèle du sud au nord.

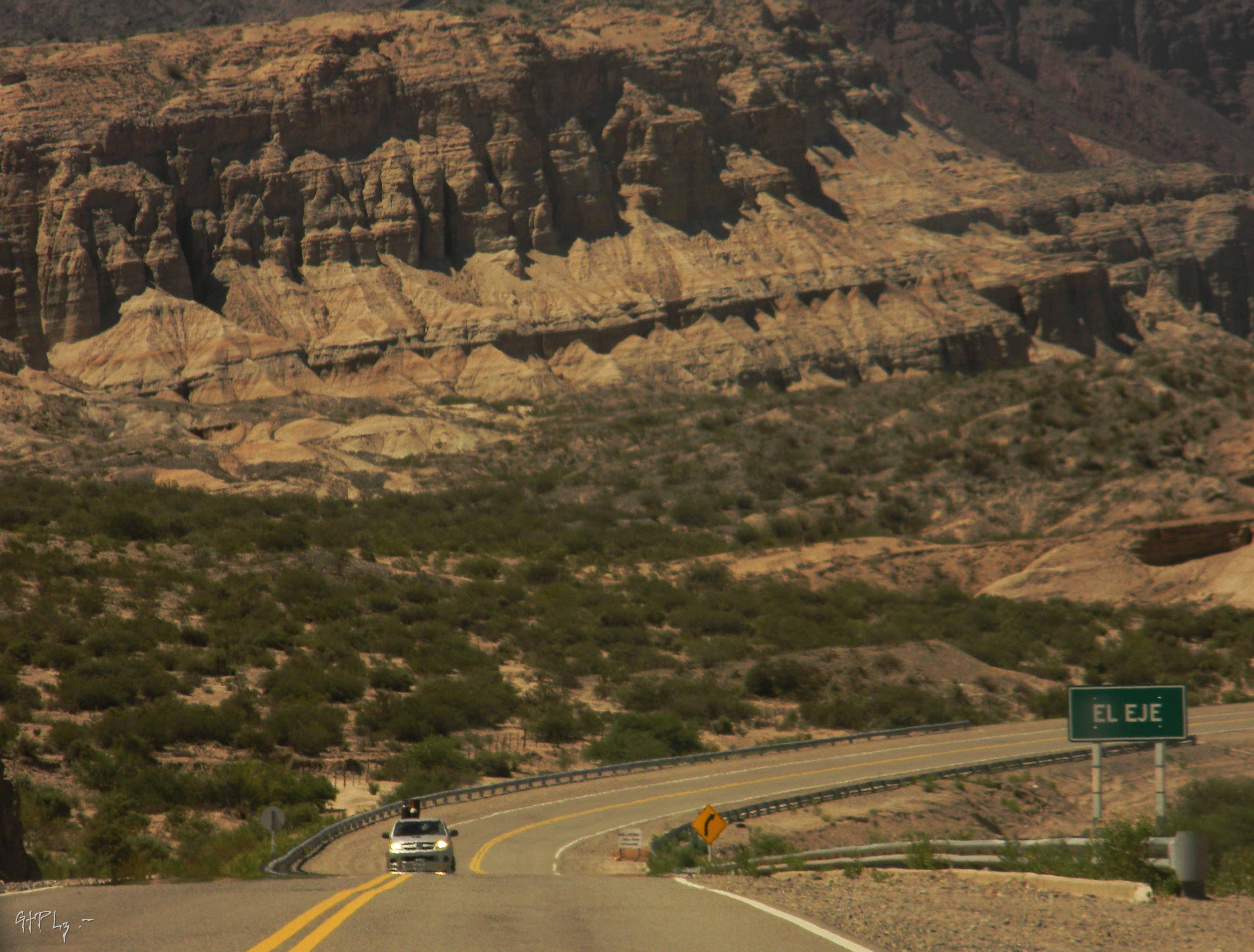
Route Nationale 40 à la hauteur d'El Eje.

Au sud-est de la province, la route nationale 60 venue de la province de Córdoba, croise les deux grandes voies nord-sud (RN 38 et RN 40) au niveau de la frontière avec la province de La Rioja, puis longeant cette frontière en direction du nord-ouest et, empruntant la vallée sauvage et impressionnante du río Abaucán, traverse les Andes et aboutit au Chili voisin pour se terminer plus loin sur la côte de l'océan Pacifique. La RN 60 est la voie d'accès idéale - car passant au plus près - de la grande zone volcanique andine des plus hauts volcans de la terre.

### Voie aérienne
L'aéroport de Catamarca (Aeropuerto Coronel Felipe Varela) se trouve sur le territoire de la localité de Las Tejas du département de Valle Viejo, à 15 km au sud du centre de la capitale provinciale San Fernando del Valle de Catamarca. En 2017, il fut utilisé par 90 192 passagers. Sa piste d'atterrissage a une longueur de 2 800 mètres. Les destinations de vol qui en partent sont l' Aeropuerto Capitán Vicente Almandos Amonacide, de la ville de La Rioja, et l'aéroport Jorge-Newbery de Buenos Aires.

## Principales villes

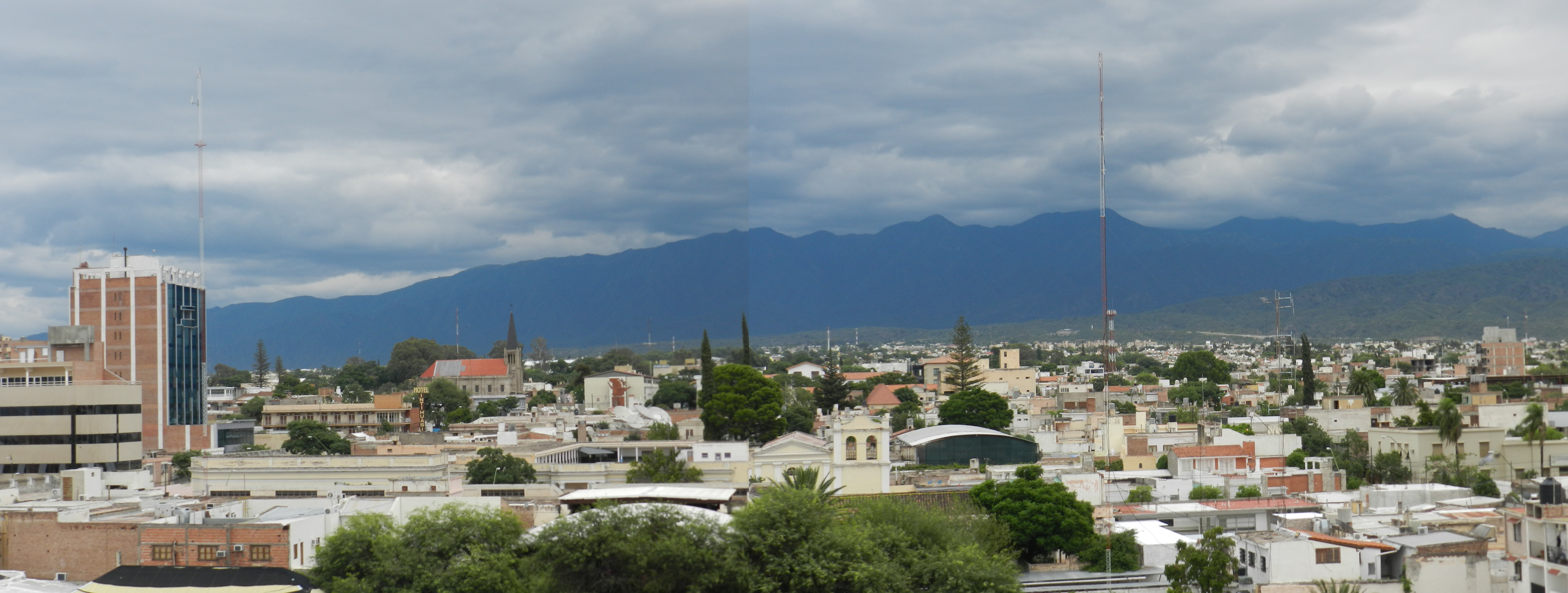
Vue panoramique de la ville de San Fernando del Valle de Catamarca.

- San Fernando del Valle de Catamarca, la capitale (159 703 habitants en 2010)
- San Isidro, faubourg de Catamarca (4 569 hab.) (agglomération : 25 674 hab.)
- San Antonio qui fait partie du grand Catamarca (10 242 hab.)
- La Falda de San Antonio, faubourg de Catamarca (10 242 hab.)
- Andalgalá (18 400 hab.), également appelée « La Perla del Oeste Catamarqueño », est une oasis baignée par le río Andalgalá, au pied de la partie sud de la Sierra de Aconquija couverte de forêts subtropicales, et au nord d'un désert hébergeant le Salar de Pipanaco
- Fiambalá et ses thermes (4 693 hab.)
- Belén (13 130 hab.)
- Santa María (à 1 950 mètres d'altitude) (17 030 hab.)
- Tinogasta (11 485 hab.)
- Recreo (11 847 hab.)
- San José (11 896 hab.)
- Antofagasta de la Sierra (730 hab.)
- la ville argentine de Londres (2 456 hab.) qui est historiquement la plus ancienne ville d'Argentine après Santiago del Estero.

## Climat

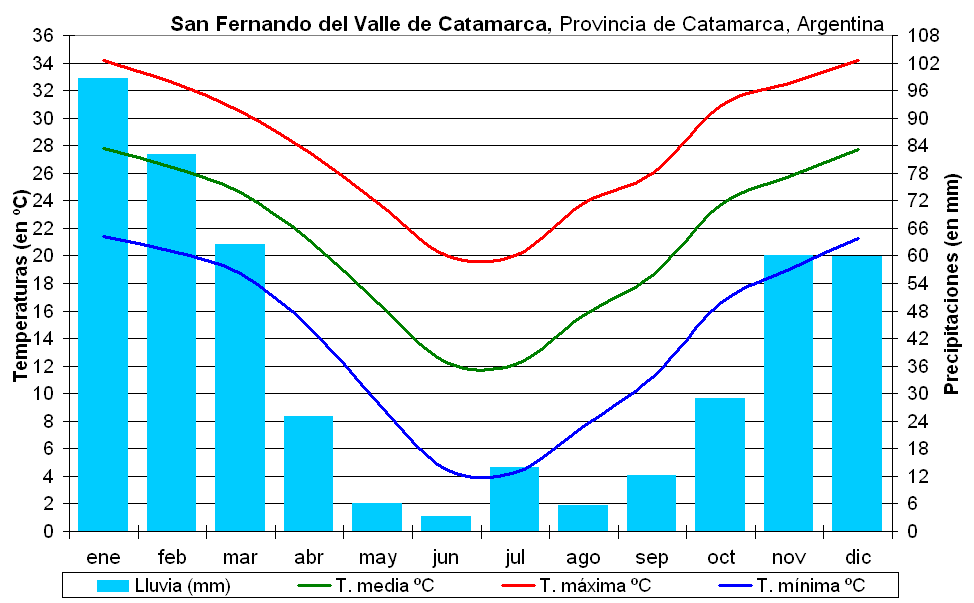
Climatogramme de San Fernando del Valle de Catamarca.

Le climat très continental de la ville de Catamarca est chaud et sec, quoiqu'il y tombe annuellement quelque 458 mm de pluie. Mais celles-ci sont très irrégulières et insuffisantes pour une température moyenne annuelle de 21 °C.
| Mois                     | jan. | fév. | mars | avril | mai | juin | jui. | août | sep. | oct. | nov. | déc. | année |
| ------------------------ | ---- | ---- | ---- | ----- | --- | ---- | ---- | ---- | ---- | ---- | ---- | ---- | ----- |
| Température moyenne (°C) | 27,3 | 25,9 | 23,9 | 20,5  | 16  | 11,5 | 11,5 | 15,3 | 18,3 | 23,5 | 25,3 | 27,3 | 20,5  |
| Précipitations (mm)      | 99   | 82   | 62   | 25    | 6   | 3    | 14   | 6    | 12   | 29   | 60   | 60   | 458   |

Plus loin à l'ouest en haute montagne, les températures peuvent descendre à −30 °C. Les précipitations y sont très rares.
Dans la région du Chaco par contre, à Recreo, ville située à 490 mètres d'altitude à quelques kilomètres au nord des Salinas Grandes et à  la frontière avec la province de Santiago del Estero, les précipitations mensuelles enregistrées font apparaître la faiblesse relative de celles-ci, excepté en été. Il n'en est pas moins vrai que le niveau total de ces précipitations reste fort honorable et est équivalent au niveau de celles qui arrosent la ville de Paris en France.
| Mois                | jan. | fév. | mars | avril | mai | juin | jui. | août | sep. | oct. | nov. | déc. | année |
| ------------------- | ---- | ---- | ---- | ----- | --- | ---- | ---- | ---- | ---- | ---- | ---- | ---- | ----- |
| Précipitations (mm) | 90   | 76   | 65   | 52    | 43  | 35   | 35   | 32   | 38   | 51   | 68   | 78   | 635   |

## Division administrative
La province est divisée en 16 départements, qui forment 36 municipes. La constitution provinciale reconnait l'autonomíe municipale.
Les 16 départements de la province sont :

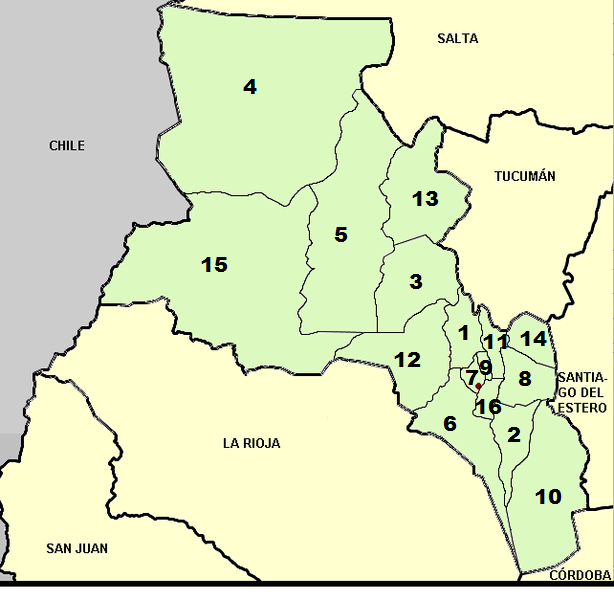
Province de Catamarca, division politique

En rouge, la région Grand nord argentin

|    | Département              | Superficie (km2) | Populat. en 2001 | Populat. en 2010 | Chef-lieu                           |
| -- | ------------------------ | ---------------- | ---------------- | ---------------- | ----------------------------------- |
| 1  | Ambato                   | 1 797            | 4 525            | 4 463            | La Puerta                           |
| 2  | Ancasti                  | 2 412            | 3 082            | 2 917            | Ancasti                             |
| 3  | Andalgalá                | 4 497            | 17 102           | 18 132           | Andalgalá                           |
| 4  | Antofagasta de la Sierra | 28 097           | 1 282            | 1 436            | Antofagasta de la Sierra            |
| 5  | Belén                    | 12 945           | 25 475           | 27 843           | Belén                               |
| 6  | Capayán                  | 4 284            | 14 137           | 16 085           | Huillapima                          |
| 7  | Capital                  | 684              | 141 260          | 159 703          | San Fernando del Valle de Catamarca |
| 8  | El Alto                  | 2 327            | 3 400            | 3 570            | El Alto                             |
| 9  | Fray Mamerto Esquiú      | 280              | 10 658           | 11 896           | San José                            |
| 10 | La Paz                   | 8 149            | 21 061           | 23 262           | Recreo                              |
| 11 | Paclín                   | 985              | 4 290            | 4 185            | La Merced                           |
| 12 | Pomán                    | 4 859            | 9 543            | 10 776           | Saujil                              |
| 13 | Santa María              | 5 740            | 22 127           | 22 548           | Santa María                         |
| 14 | Santa Rosa               | 1 424            | 10 349           | 12 034           | Bañado de Ovanta                    |
| 15 | Tinogasta                | 23 582           | 22 570           | 22 360           | Tinogasta                           |
| 16 | Valle Viejo              | 540              | 23 707           | 27 242           | San Isidro                          |
|    | Total province           | 102 602          | 333 661          | 367 820          | San Fernando del Valle de Catamarca |

## Région Grand nord argentin
Un traité interprovincial de création de la Región Norte Grande Argentino (Région Grand nord argentin), a été signé dans la ville de Salta, le 9 avril 1999, entre les provinces de Catamarca, Corrientes, Chaco, Formosa, Jujuy, Misiones, Tucumán, Salta  et Santiago del Estero.
Le Conseil Régional du Norte Grande est l'organisme suprême de gouvernement régional, composé de l'Assemblée des Gouverneurs, de la Junte Exécutive et du Comité Coordinateur. Ce dernier est constitué par un représentant du NOA et un autre du NEA, les deux étant de plus membres de la Junte Exécutive.
La Commission Exécutive Interministérielle d'Intégration Régionale coordonne le processus d'intégration à partir des directives des organes supérieurs déjà mentionnés.

## Population
- En 1991: 264 234 habitants, dont population urbaine 184 483 et rurale 79 751.
- En 2001: 333 661 habitants, dont population urbaine 247 001 et rurale 86 660.
- En 2010: 367 820 habitants.

### Démographie
Depuis 1895, la population de la province a évolué comme suit :
|                       | 1895      | 1914      | 1947       | 1960       | 1970       | 1980       | 1991       | 2001       | 2010       |
| --------------------- | --------- | --------- | ---------- | ---------- | ---------- | ---------- | ---------- | ---------- | ---------- |
| Province de Catamarca | 90.161    | 100.769   | 147.213    | 168.231    | 172.323    | 207.717    | 264.234    | 334.568    | 367.820    |
| Total Argentine       | 4.044.911 | 7.903.662 | 15.893.811 | 20.013.793 | 23.364.431 | 27.949.480 | 32.615.528 | 36.260.130 | 40.091.359 |

D'après l'INDEC (Institut argentin des statistiques et des recensements), en 2003, la population était estimée à 371 459 habitants.
En 1895, il y avait 90 161 habitants qui peuplaient le territoire de la province soit plus de 2 % de la population du pays. Ce pourcentage tombait à moins de 1 % dès 1947 et à seulement 0,75 % en 1980. La croissance démographique a donc été fort inférieure à celle de l'ensemble de l'Argentine jusqu'aux années 1970-1980. 

Plus récemment, on remarque que la population de la province a augmenté de près de 80 % entre 1980 et 2010, et affiche ainsi durant cette période un rythme d'accroissement nettement supérieur à la moyenne du pays.
La natalité observée ces dernières années dans la province (7 372 naissances en 2004, soit un taux de 20,6 pour mille) suggère que cette croissance démographique est appelée à se poursuivre dans les prochaines années.

#### Évolution prévue jusque 2040
Cependant à la suite du recensement argentin de 2010, on remarque que le chiffre prévu pour 2003 n'avait pas encore été atteint en 2010. L'INDEC a fait dès lors de nouvelles estimations prévisionnelles jusqu'en 2040. Il est prévu que le chiffre de la population de la province se montera alors à 467 787 habitants, soit une augmentation de seulement 25% par rapport à 2010. La croissance démographique de la province est donc appelée à ralentir nettement les prochaines décennies. La raison en est avant tout le net enclavement de la province, loin des grands axes. En effet, c'est dans la province voisine de Salta (et aussi de Jujuy) que doivent se croiser les deux grands axes continentaux "Buenos Aires-Bolivie" d'une part et "Brésil-Pacifique-Chine" d'autre part. De plus la ville de Catamarca vit dans l'ombre de sa grande voisine San Miguel de Tucumán, et la province de Catamarca, quoique d'une grande beauté, ne bénéficie guère d'une infrastructure touristique suffisante, créatrice d'emplois. Enfin les ressources en eau de la province sont très limitées et réduites, ce qui bloque son avenir d'expansion agricole et industrielle.
Résumé de l'évolution du chiffre de la population, selon les prévisions de l'INDEC, concernant les prochaines décennies jusque 2040 :
|                       | 2001       | 2010       | 2020       | 2030       | 2040       |
| --------------------- | ---------- | ---------- | ---------- | ---------- | ---------- |
| Province de Catamarca | 334 568    | 367 820    | 415 438    | 447 107    | 467 787    |
| Total Argentine       | 36 260 130 | 40 091 359 | 45 376 763 | 49 407 265 | 52 778 477 |

## Ressources hydriques

Vue panoramique du río Santa María en province de Catamarca.

Parmi les peu nombreuses rivières, il faut citer :
- dans le nord de la province coule le Río Santa María, affluent important du río Salado, ainsi que le Río Saladillo et le Río Colorado.
- le Río del Valle qui traverse la ville de Catamarca, puis se perd 25 km plus au sud. Il roule en moyenne 4,5 m3 par seconde, ce qui dans cette région extrêmement sèche est très appréciable.
- le Río Abaucán qui finit dans les Desagües del Río Salado.
- le Río Belén et le Río Andalgalá qui alimentent le salar de Pipanaco.
- le Río Albigasta qui se perd au niveau des Salinas de Ambargasta.
- le Río Mayuyana (et ses affluents, le Río Famatina et le Río Durazno), tributaire des Desagües de Los Colorados.

Puis une série de petits cours d'eau ou arroyos. Ces derniers amènent essentiellement l'eau provenant de la fonte des glaciers de montagne.
Signalons encore le Río Punilla, qui a créé dans la Puna andine l'oasis d'Antofagasta de la Sierra et son petit lac.

## Aires protégées

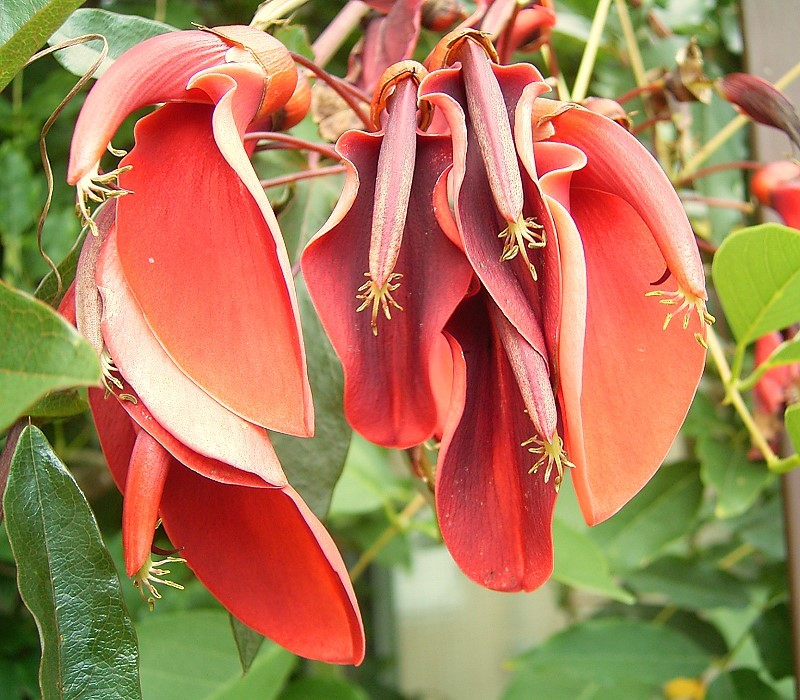
Fleur de Ceibo ou Erythrina crista-galli.

- La Réserve de biosphère Laguna Blanca, qui s'étend sur 7 100 km2 dans la puna andine.
- (es) Les Lagunas altoandinas y puneñas de Catamarca, également dans la puna.

## Flore
Sauf à l'extrémité est et sud-est de la province, la végétation correspond au désert et au semi-désert, selon la région. Dans les environs des ríos et des arroyos, on peut observer un changement de flore. La province est ainsi jalonnée d'oasis.
Dans la Puna, comprenant la moitié occidentale de la province, on trouve des arbustes bas des genres Acantholippia et Fabiana, qui alternent avec des prairies couvertes d'espèces des genres Stipa, Festuca et Panicum. Les alpages, parfois altérés en salines sous l'effet de très faible pluviosité et de l'évaporation des rares cours d'eau, présentent des espèces des genres Baccharis, Arenaria, Eleocharis y aussi des joncs (Juncus arcticus), entre autres. Les zones caillouteuses (appelées peladares) sont peuplées d'exemplaires du genre Senecio.
Dans la zone orientale bien arrosée des yungas méridionales, on trouve des forêts pluviales chaudes comprenant une grande quantité d'espèces . On peut citer le tipa (Tipuana tipu), le tarco ou jacaranda, le cebil (Anadenanthera colubrina), le molle (Schinus molle), l'horco, le celtis tala, le yuchán, le guayacán, le caspi, le ceibo, le chañar, le lapacho, du laurel et des fougères arborescentes.
Dans le secteur sud-est de la province (département de La Paz, qui fait partie du Chaco sec, on trouve une végétation typique d'un climat semi-aride : l'algarrobo blanco (Prosopis alba), le mistol (Ziziphus mistol), le chañar (Geoffroea decorticans), le quebracho colorado (Schinopsis quebracho-colorado), le jacaranda, l'espinillo (Acacia caven).

## Faune

### Faune de la Puna

#### Mammifères
Dans la Puna altoandine, la vigogne fait bien souvent figure de maître des lieux. On y rencontre également le cerf andin, le chiot de vertu ou monito del monte (dromiciops gliroides), le chingue (Conepatus chinga), le tatou des Andes (Chaetophractus nationi), le puma andin (Puma concolor concolor), le cuy ou cochon d'Inde sauvages, le chinchilla, la viscache des montagnes, le renard de Magellan.
Dans cette zone règnent également la vigogne (Vicugna vicugna), le lama (Lama glama), l'alpaga (Lama pacos), et le guanaco (Lama guanicoe).

#### Oiseaux
La Puna est une zone de grand intérêt pour ses oiseaux : flamants du Chili, flamants de James, foulques cornues, ouettes des Andes, canards huppés, sarcelles tachetées, avocettes des Andes, vanneaux des Andes et mouettes des Andes.
On y trouve aussi la foulque cornue (Fulica cornuta), et certains oiseaux migrateurs comme le bécasseau à poitrine cendrée (Calidris melanotos), le bécasseau de Baird (Calidris bairdii) et le petit Chevalier (Tringa flavipes). On note aussi la présence  de la foulque géante (Fulica gigantea), de l'avocette des Andes (Recurvirostra andina), et du canard huppé (Anas specularoides).
Dans cette région altoandine, on peut aussi voir des rapaces comme le condor des Andes (Vultur gryphus) et l'aigle commun (Geranoaetus polyosoma).
La Puna héberge aussi différentes espèces de passériformes ou oiseaux chanteurs, parmi lesquels la calandrite bergeronnette (Stigmatura budytoides), l'ada clignot (Hymenops perspicillatus), le phrygile à tête grise ou localement comesebo andino (Phrygilus gayi), le phrygile petit-deuil (Phrygilus fruticeti), le diuca gris (Diuca diuca) et la chipiu sanglé (Poospiza torquata).
Dans la Reserva Provincial de Uso Múltiple y Reserva de Biosfera Laguna Blanca, au nord du département de Belén, on observe pas moins de 22 espèces d'oiseaux, dont le pipit à plastron (Anthus furcatus), le synallaxe des rocailles (Asthenes modesta), l'attagis de Gay (Attagis gayi), le cinclode à ailes blanches (Cinclodes atacamensis), le pic des rochers (Colaptes rupicola), la géositte de la puna (Geositta punensis), la géositte à ailes rousses (Geositta rufipennis), la colombe aymara (Metriopelia aymara), la colombe de Moreno(Metriopelia morenoi), le dormilon cendré (Muscisaxicola cinereus), le dormilon de Junin (Muscisaxicola juninensis), le tinamou orné (Nothoprocta ornata), le tinamou de Darwin (Nothura darwinii), le caracara montagnard (Phalcoboenus megalopterus), le phrygile à tête noire (Phrygilus atriceps), le phrygile petit-deuil (Phrygilus fruticeti), le sicale jaune (Sicalis lutea), le sicale à croupion jaune (Sicalis uropygialis), le thinocore de d'Orbigny (Thinocorus orbignyianus), le tinamou quioula (Tinamotis pentlandii), l' (Upucerthia dumetaria)  et l'upucerthie andecola (Upucerthia andecola).

### Faune des yungas
L'est de la province prolonge vers le sud les yungas méridionales argentines, au niveau de la sierra d'Ambato et de la sierra de Ancasti proches de la province de Tucumán.

#### Mammifères des yungas
La faune de mammifères est représentée par le guanaco (Lama guanicoe), la loutre à longue queue (Lontra longicaudis), le chat des Andes (Leopardus jacobitus), l'ocelot (Leopardus pardalis), le renard d'Aszara (Lycalopex gymnocercus), le chat de Geoffroy (Leopardus geoffroyi). On trouve également le raton crabier (Procyon cancrivorus), le petit grison (Galictis cuja), le pécari à collier (Pecari tajacu), le daguet gris (Mazama gouazoubira), entre autres.

#### Oiseaux des yungas
La zone des yungas, étant donné les importantes différences d'altitude, correspond à différentes régions phytogéographiques et se distingue par sa grande richesse en oiseaux.
On a remarqué la présence de la pénélope yacouhou (Penelope obscura), de la merganette des torrents (Merganetta armata) de la grande Aigrette (Ardea alba), du perroquet appelé pione de Maximilien (Pionus maximiliani), de l'amazone à front bleu (Amazona aestiva) de la conure mitrée (Psittacara mitratus), de la buse tricolore (Geranoaetus polyosoma) du caracara huppé (Caracara plancus), du tohi citrin (Atlapetes citrinellus) et de plusieurs dizaines de passériformes.
On peut voir aussi la pénélope de Dabbene (Penelope dabbenei), l'érione à front bleu (Eriocnemis glaucopoides), la grallaire à gorge blanche (Grallaria albigula), le churrín de Zimmer (Scytalopus zimmeri), l'élenie bruyante (Elaenia strepera), la buse aguia (Geranoaetus melanoleucus), le fauconnet à ailes tachetées (Spiziapteryx circumcincta), l'upucerthie du Chaco (Upucerthia certhioides), le synallaxe mésange (Leptasthenura aegithaloides), le taurillon à bec jaune (Anairetes flavirostris), le taurillon mésange (Anairetes parulus), le synallaxe de d'Orbigny (Asthenes dorbignyi), le toui à bandeau jaune (Bolborhynchus aurifrons), la cataménie terne (Catamenia inornata), le chipiu de Tucuman (Compsospiza baeri), le synallaxe à front rayé (Phacellodomus striaticeps), le phrygile petit-deuil (Phrygilus fruticeti), le phrygile à tête noire (Phrygilus atriceps), le rara du Paraguay (Phytotoma rutila), le chipiu à flancs roux (Poospiza hypochondria).
On y trouve aussi plusieurs espèces menacées ou vulnérables, comme le condor des Andes (Vultur gryphus) (sur la liste des espèces menacées depuis 1977), le pluvier des Andes (Phegornis mitchellii), l'amazone de Tucuman (Amazona tucumana), le martinet de Rothschild (Cypseloides rothschildi), le gaucho à queue blanche (Agriornis albicauda), le cincle à gorge rousse (Cinclus schulzi), le chipiu de Tucuman (Compsospiza baeri).

### Reptiles
Parmi les différents reptiles, on observe la yarará chica (Bothrops neuwiedi), la yarará grande (Bothrops alternatus), le faux corail de rombos (Oxyrhopus rhombifer), le tégu rouge (Salvator rufescens), le tégu commun (Tupinambis teguixin) et le lézard Cola Pinche Puneño (Phymaturus antofagastensis) endémique de la Puna de la province.
Sur le territoire de la province on trouve aussi le Boa constrictor occidentalis. Présent également et dangereux car très agressif, le crotale cascabelle austral (Crotalus durissus terrificus).

### Amphibiens
Les amphibiens sont assez nombreux dans la zone des yungas et du Chaco adjacent. Citons les grenouilles Pleurodema borellii, plusieurs espèces de Leptodactylus (Leptodactylus bufonius, Leptodactylus chaquensis, Leptodactylus gracilis, Leptodactylus mystacinus, Leptodactylus latinasus) et Telmatobius stephani, Scinax fuscovarius, ainsi que les crapauds Rhinella schneideri et Rhinella arenarum.

### Poissons
Le Río Santa María, affluent important du río Salado donc sous-affluent du Paraná, héberge une série d'espèces de poissons que l'on retrouve dans l'ensemble du bassin argentin du fleuve, parmi eux : le bagre blanc (Pimelodus albicans), le dorado ou pirayú (Salminus maxillosus), deux espèces de manguruyú (Zungaro zungaro et Paulicea lutkeni), le pacú ou mbiraí-piraí (Piaractus mesopotamicus), la tararira (Hoplias malabaricus) et aussi la raie de rivière ou chucho de río (Potamotrygon motoro). Cette dernière, dont Jeremy Wade, célèbre pêcheur vedette de la série River Monsters, témoigne de la dangerosité extrême, peut être gigantesque : pas moins de 135 cm et 115 kilos.
Dans les cours d'eau endoréiques comme le Río del Valle, l'ichtyofaune n'est pas très abondante, en raison de l'utilisation massive de l'eau pour l'irrigation. Cependant les poissons prospèrent là où des retenues ont été construites. L'espèce dominante est un poisson allochtone, le poisson-moustique (pez mosquito) (Gambusia affinis). Parmi les espèces natives, il faut citer la fausse anguille (anguila del lodo marmoleada ou Synbranchus marmoratus), le poisson-chat bagre látigo (Rineloricaria catamarcensis) et la mojarra (Astyanax fasciatus).

## Économie
Parmi les cultures traditionnelles, il y a l'olive dont la province est la plus grande productrice du pays, la vigne, le tabac, les noix, la luzerne et le maïs. Parmi les cultures introduites plus récemment, citons 
la jojoba, le figuier de Barbarie et les figues. La production de l'élevage est réduite, mais on trouve quelques établissements laitiers de bovins dans la Valle central et à Tinogasta. La production de lait de chèvre existe aussi. L'élevage de la vigogne et des ovins est plus traditionnelle. À cela s'ajoute la production de produits artisanaux liés au tissage de vêtements et de ponchos de qualité.

### Les mines
L'exploitation minière comporte l'or, le cuivre, l'argent, le lithium. Un méga-projet fort critiqué existe dans la région d'Andalgalá (or, argent, cuivre et molybdène).
Il faut aussi souligner l'exploitation du gypse et l'extraction annuelle de près d'un million de tonnes de pierre calcaire. À l'ouest de la province, sur les hauts plateaux volcaniques de la Puna, les gisements de métaux non ferreux abondent, mais on commence seulement à envisager leur exploitation. Il faut dire que pour s'y rendre, il n'existe actuellement ni chemin de fer ni route asphaltée.

#### Le lithium
Depuis 1997, on a débuté l'exploitation du lithium contenu dans le salar del Hombre Muerto au nord de la ville d'Antofagasta de la Sierra. On appelle Triangle du Lithium, l'ensemble formé par le Salar de Uyuni (Bolivie), le Salar d'Atacama (Chili) et le Salar del Hombre Muerto (Argentine). Ces trois salars situés dans la puna avec quelques autres salars tout proches concentrent plus de 85 % des réserves mondiales de lithium,.
Le salar del Hombre Muerto ou « salar de l'Homme mort », est un désert de sel situé dans le département d'Antofagasta de la Sierra et très partiellement au nord, dans la province de Salta (département de Los Andes). Il se trouve à une altitude d'environ 4 000 m. Il s'étend sur plus ou moins 588 km2. La région du salar est quasi inhabitée
Un litre de saumure du salar contient 0,7 à 0,8 gramme de lithium et 7 à 8 grammes de potassium. L'exploitation du lithium y est réalisée depuis 1997. On y produit plusieurs milliers de tonnes annuelles de carbonate et de chlorure de lithium, au sein d'une entreprise , la corporation FMC, au travers de sa filiale Minera del Altiplano S.A. Les installations sont conçues pour produire 18 000 tonnes annuellement.
Le lithium est exporté à quasi 100 %. La voie d'accès et de sortie se fait par le nord du salar dans la province de Salta (route provinciale 17). Par cette route de 99 km, les sels de lithium sont acheminés vers le chemin de fer reliant San Antonio de los Cobres au col frontière du Paso Socompa (gare de Salar de Pocitos). Cette voie ferrée est la prolongation vers l'ouest du fameux train des nuages, et continue au Chili vers le port d'Antofagasta. Une fois arrivés dans cette ville, les minerais sont embarqués à destination surtout des États-Unis et de la Chine.

## Éducation
Le Ministerio de Educación provincial bénéficie d'un budget alimenté par le budget national. Il se charge de l'organisation et de l'infrastructure des centres éducatifs, ainsi que du paiement des salaires aux enseignants de chaque institution, sauf celles qui ne sont pas subventionnées par l'état provincial.
L'éducation de base comporte 15 années (3 de préscolaire, 6 de primaire et 6 de secondaire). La province de Catamarca a un taux d'analphabétisme de plus ou moins 2,0 %, d'après le recensement de 2010. Elle est de ce fait une des provinces avec le plus haut indice d'alphabétisation du pays. Notons aussi que cet indice est largement supérieur à celui de bien des pays européens et surtout à celui des États-Unis.
La capitale, dont l'agglomération regroupe la majeure partie de la population provinciale, possède la plus grande quantité d'écoles et de collèges, en plus de l'Université Nationale de Catamarca.

## Tourisme

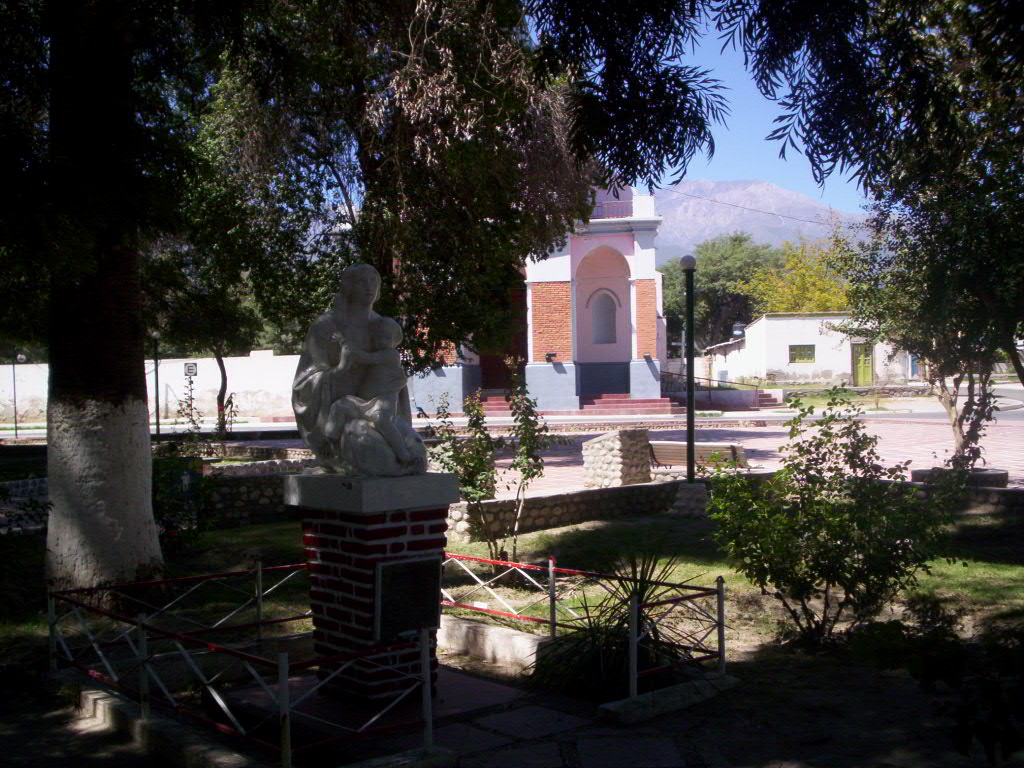
Place de Saujil, oasis et chef-lieu du département de Pomán, dans la cuvette du salar de Pipanaco.

Le tourisme est, dans la province, une activité économique naissante, avec près de 4 000 lits dans des hôtels et d'autres types d'hébergement.
- La ville de Catamarca constitue d'ores et déjà un centre touristique bien équipé et fort attirant, avec son architecture coloniale.
- Ancasti offre des visites aux sites archéologiques "Quebrada de Tipán", "Campo de las Piedras"; "La Candelaria", "La Tunita", ainsi qu'aux sommets de la Sierra de Ancasti[18]. Sur la rivière qui baigne la ville un barrage a été édifié en 1956, créant un lac de 9,5 hm³. On y trouve des centaines de pêcheurs surtout le week-end.
- Fiambalá et ses thermes : l'eau chaude y jaillit des montagnes.

### Tourisme écologique

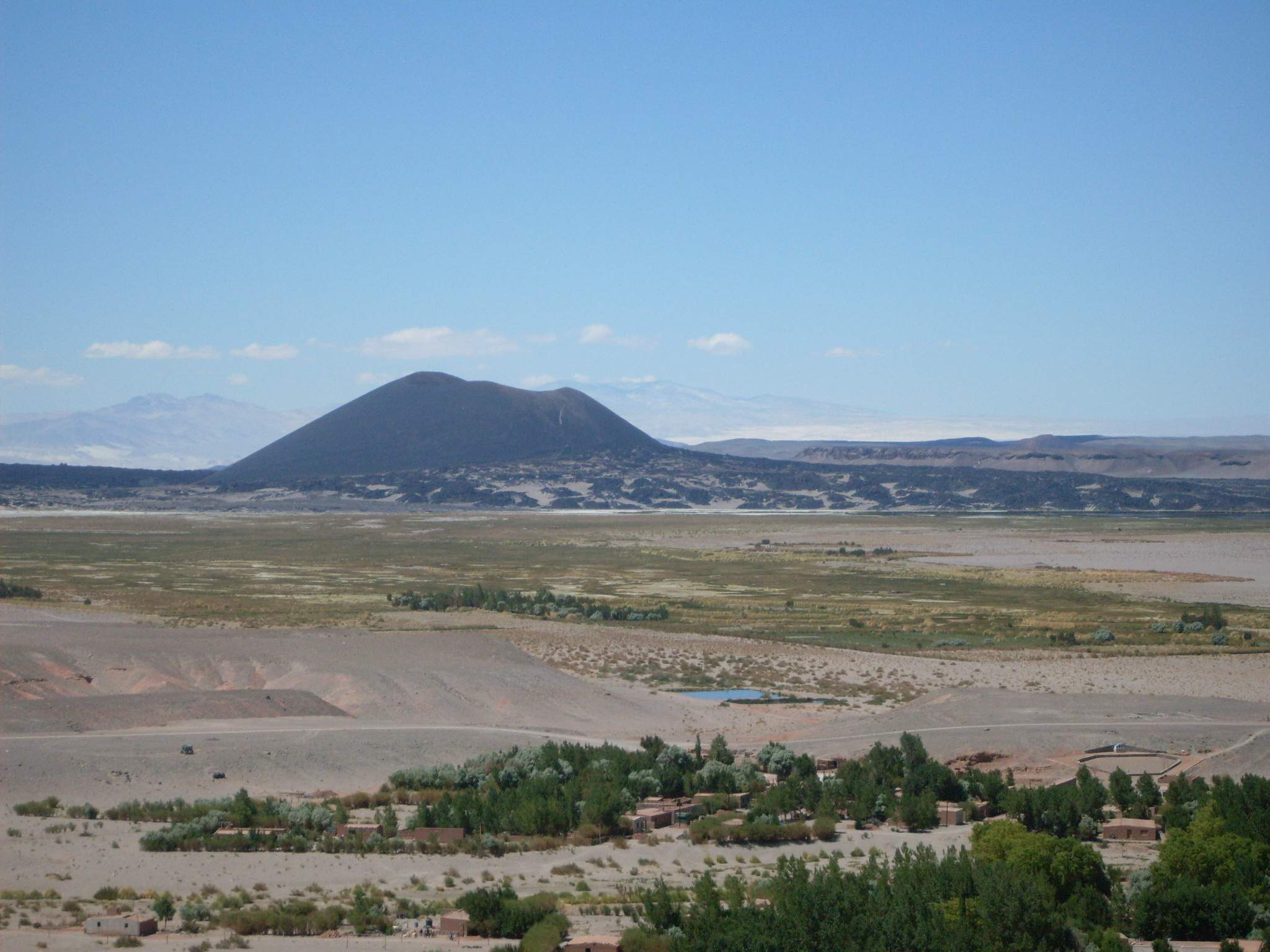
Volcan Antofagasta vu depuis la localité d'Antofagasta de la Sierra.

Les hautes montagnes et les nombreux volcans et autres formations géologiques devraient devenir l'attraction principale, donnant lieu à un tourisme d'aventure. Le tourisme écologique bénéficie de la Réserve de biosphère Laguna Blanca fort étendue (950 mille hectares soit près du tiers de la superficie de la Belgique) et protégeant des espèces rares ou en danger.
La petite ville d'Antofagasta de la Sierra avec son lac et son volcan, Balcones del Valle, les sommets enneigés de la Sierra de l'Aconquija, la Salina de la Laguna Verde et le col du Paso de San Francisco constituent des buts d'excursion de choix.

### Tourisme culturel
- le parc archéologique Las Huellas del Inca (les traces de l'Inca),
- les ruines de la cité inca du Shincal de Quimivil
- La petite ville de Londres
- les ruines des mines d'Incahuasi sont aussi une destination de choix dans la province. Elles se trouvent aux coordonnées 25°27′S 67°10′O, à l'extrême sud-ouest du Salar del Hombre Muerto, dans le nord-est du département d'Antofagasta de la Sierra, en plein secteur de la Puna de Atacama de la province de Catamarca.
- des sites préhistoriques avec pétroglyphes.